# 賈利安
賈利安（葡萄牙語：Jaime Roberto Carion，20世纪？—），澳門土生葡人，曾任土地工務運輸局局長（包括澳門回歸前其前身土地工務運輸司司長一職），同時是澳門回歸後首任土地工務運輸局局長，於2014年10月31日離任並退休，結束其36年政府公職生涯。在2014年離職前，對處理“街影”手法引起爭議，後來其本人作出致歉，被澳門傳媒稱其為“Sorry Sir”。2019年6月22日，澳門電台葡文頻道報道，其本人及其家人40個不動產，包括住宅單位、車位及舖位被扣押。2022年1月13日，澳門廉政公署證實其本人在職期間涉嫌受賄和清洗黑錢，已轉交檢察院處理。目前，其本人及相關親屬已藏匿外地多時，至今仍未返回澳門，據論盡媒體傳出其本人已返回家鄉葡萄牙退休。2023年3月31日，初級法院宣判其清洗黑錢和受賄等多項罪名成立，共被判20年實際徒刑。

## 政界發展
- 至1999年澳門回歸前擔任土地工務運輸司司長
- 1999年至2014年任職土地工務運輸局局長[2]

## 任內和離任後部分爭議

### 黑沙環P地段屏風樓事件
2013年7月，工務局批准黑沙環新填海區T地段 (前身為海一居地段) 修改土地批給合同，可興建6座樓高49層的商住樓宇，有意見質疑項目會成為屏風樓，他回應時指出在2008年期間，城市規劃廳已加入許多指引，以保障風流動，包括裙樓退縮6米內範圍才可興建，塔樓、塔樓與塔樓之間必須有10米距離，比法例規定的4米為多，以免樓宇變得「好像長城」；對於被外界質疑相關街道準線圖已過期，他指審批時所參考的街道準線圖未有過期，肯定在審批期內街線圖有效，現時街線圖失效後不代表圖則亦失效。

### 渡船街一號拆卸風波
2013年底，位於渡船街一號的一幢古老樓宇被清拆，土地工務運輸局一度叫停相關清拆工程，被質疑是否有行政失當。時任土地工務運輸局局長賈利安於2014年1月3日回應記者時稱，當時局方發出街道準線圖時，有按照文化局要求保留建築物的外牆，但業權人收到街線圖後，透過律師上訴。而局方翻查有關法律時，發現該建築物並無列入文物保護清單，工務局在經過分析及知會文化局後，發出拆卸准照予業權人進行拆卸。他指出，在翻查有關資料時，發現該建築物曾被納入危樓檔案，但他指，經過深入調查後，該建築物並無即時危險，可作簡單的保護及修葺。但工務局建設廳廳長卻批准業權人進行拆卸，賈利安稱他不知道原因，故指示了副局長陳寶霞要作出深入調查，包括批准拆卸原因，以及程序上有沒有錯誤等。至於被問到為何拆卸准照能迅速地發出，賈利安稱進行拆卸工程時，發展商必須要有新的發展方案交予局方，才能批出拆卸准照。但該建築物的業權人並沒有提出新發展計劃的情況下，只提出拆卸申請，就獲廳長批准該拆卸准照。賈利安稱需要深入調查原因。

### 街影法修改及取消爭議
2014年9月8日，工務局計劃取消街影法引起社會嘩然和爭議。時任聚賢同心協會副理事長林宇滔指出，在澳門回歸前後多幢超高樓、屏風樓都是豁免「街影」所致，要求工務局公開這批破壞景觀的樓宇清單。賈在出席完澳廣視《澳門論壇》節目後辯稱，用「替代法」豁免街影條例完全「合法」 。他為之前出現的屏風樓致歉，但就話「糾纏過去沒意思」。他一再重申街影條例過時，且有其他「更好」方法，但將來如何確保澳門不會出現屏風樓？具體怎樣規範？賈利安始終沒有說清楚。賈同日出席節目時作出解畫，他為政府諮詢立場反覆作澄清，指《都市建築總章程》內涉及居民利益部分會諮詢公衆，但街影屬於好技術的事，擔憂居民未有正面意見，故諮詢建築師、則師等專業意見。“不是話居民不理性、不客觀，但街影是好技術的事”“這麼技術性的事，我怎麼諮詢呢？”“難道用投票 YES or NO？”他最後稱，會回去與同事再研究溝通，讓居民更清晰街影再討論。
2014年，論盡媒體揭發多座建築項目規避“街影”，包括新葡京、小潭山庄、寰宇天下和澳門凱旋門等。
2015年1月2日，當時剛上任的工務局局長李燦烽承諾公佈豁免街影、放高了大廈清單，他拍心口保證相關事情會作一定跟進，不會因為人事變動而影響工作。但他沒有交待什麼時候才能公佈，說是個案較多，需要較多的人力和時間處理。

### 閒置地收地不力
在其離任之後，多區仍出現多幅不同面積的閒置土地，引起當時澳門社區發展新動力的質疑。2016年7月下旬，「社區發展新動力」到廉政公署遞信，指有15幅面積合共約7萬平方米的土地，分別於2013年至2015年屆滿25年批租期，但前任及現任運輸工務司司長、工務局長在收地過程中有法不依，執法不嚴，要求廉署調查上述四人（劉仕堯、羅立文、賈利安、李燦烽）有否觸犯瀆職以及受賄等罪行。

## 退休
2014年10月29日，新聞局於凌晨發出新聞稿，宣佈賈利安本人由同年11月1日起退休，離任公職。新聞稿指出，其本人已入職公務員超過三十六年，其個人申請自願退休，依法符合自願退休的條件。

## 涉貪被查和扣押資產

### 資產扣押
2019年6月21日，澳門電台葡文頻道新聞部報道，澳門特別行政區檢察院扣押賈利安及其家人40個不動產，包括住宅單位、車位及舖位。據指，物業於1995至2016年期間購買，並以賈利安、其妻子及其女兒的名字登記。葡文澳門電台表示，曾試圖確認與此次被調查所涉及的罪行，以及賈利安是否為主要人士。檢察院向葡文澳門電台作書面回覆，表示沒有任何要披露的內容。翌日 (2019年6月22日) ，廉政公署就相關報道回覆指，基於刑事調查的考慮和既定的工作程序，現階段並無任何消息透露。檢察長葉迅生受訪時表示，因涉及刑事案件，檢察院須依據《刑事訴訟法典》的規定，暫時未有特別情況向傳媒披露。而當檢院將案件送交刑事法庭，並由法官訂定審判日期後便可以公開。
2019年6月28日，論盡媒體從相關政府部門取得資料，標題是「被扣押的不動產」，清單的數目共40個，項目分列有：用途、物業編號、單位及物業地址的內容。不過，這份一頁半紙的清單上，並無註持有人的名字。
據清單顯示，被扣押的40個不動產當中，包括：
- 11個住宅：南方大廈有3個，信南大廈1個，信寶大廈1個，信恆大廈1個，江昌大廈1個，君悅灣2個，盈暉臺2個；
- 14個車位：南方大廈4個，東方麗都4個，君悅灣4個，盈暉臺2個；
- 7個商舖，3個不動產，2個辦公室，1個倉庫，1個工廈單位，以及1幅土地。

### 廉署落案起訴
2022年1月13日，澳門廉政公署公佈再針對該局另一前領導涉嫌受賄及清洗黑錢案採取調查行動，並將案件移送檢察院處理。經本地傳媒證實涉案官員為其本人。新聞稿稱，賈利安涉嫌收受巨額款項及不動產等利益，任職期間涉嫌濫用職權，在審批涉案商人之建築項目申請時作出不法行為，包括明知一些正在申請的建築項目違反當局行政指引或有關程序，仍濫用職權，對原有街線圖作出大幅修改並發出新的街線圖，或以例外方式發出建築工程准照，以及批准修改特別負擔工程內容等，藉此令發展商在該等建築項目上謀取最大利益。調查同時發現，其本人涉嫌透過親友以迂迴方式收取商人巨額款項及不動產等利益。該前領導的行為，涉嫌觸犯受賄作不法行為罪及清洗黑錢罪。涉案商人及相關人士則分別涉嫌觸犯行賄罪及清洗黑錢罪。為逃避偵查，賈利安及相關親屬已藏匿外地多時，至今仍未回澳。而賈利安及相關親屬於2019年被檢察院扣押約40個物業，當中包括豪宅、商舖及車位，甚至連土地都有。據論盡媒體在2022年2月發佈紙本指出，有傳賈利安已返回家鄉葡萄牙定居。
2022年2月，據論盡媒體的報道，賈利安在任期間，被揭發多宗懷疑貪腐事件，包括益隆炮竹廠換地風波和疊石塘山超高樓項目風波，另外，賈在當年亦致力取消街影條例，被質疑為日後超高樓項目大開綠燈，最終在社會強烈反對下，特區政府才擱置有關構想。